# 反斗英語2011
《反斗英語2011》（英語：English Made Easy 2011）是由香港電台電視部製作的半小時語文教育資訊節目，於2011年期間製作及在亞洲電視本港台播出，講解英語的語法及文化，是以英式英語為主，但也會介紹常用美式英語相應字詞。為於2010年播映的《反斗英語》的續集，亦是2000年版本的改版。其後在2017年製作第三季《反斗英語2017》，職業英語運動贊助，在無綫電視翡翠台與港台電視31播出。

## 節目環節

### 主題單元劇
有別於後來的《正斗中文》，每一集的主題單元劇都有所不同，有時候會有兩部。劇亦會有Soler客串演出，其中會介紹外國俚語、日常用語及熟語，而題材可能由其他電視劇或電影改編。例如第三集《特務愛裝修》是根據《史密夫決戰史密妻》改編，而《我老婆愛裝修》是根據《衝上雲霄》改編。在2017年版，題材是原創內容，Soler 的角色多是雙男主角或男配角。

### 曲詞鑑賞/聽歌學講
節目會根據主題挑選對應英語流行歌曲，無論古今，由Soler 演繹，然後負責曲詞鑑賞及分析。例如第六集《有機情緣》選了瓊尼·米歇爾 原唱的《Big Yellow Taxi》，當時Joni Mitchell旅行時，在綠油油的山林旁，竟然鋪滿停車場，成為旅遊景點。在2017年版，會成為該集片尾曲。

### Work Hard, Play Hard 做得又講得（能用能說）
由泰山主持和飾演各行各業，以短劇解釋各行各業的專用術語。

### How They Talk 敲地托（粵語音譯，英語怎麼說）
由泰山主持，以街訪形式，問外籍人士怎樣用英語在不同場合的會話，例如討價還價、搭訕、拒絕邀請等，也可能會帶有地方用語。

### You Know What? 唔講你唔知（不說不聞）
由林二汶、梁頌康主持，以相聲短劇形式，糾正林二汶的文法和翻譯錯誤，或介紹委婉語。

### 主題講多句（再討論主題）
高思哲在官網會以網誌形式加插其他與主題有關的文章。

### Catch Me If You Can (英語捉伊人)／Dr. D 教室
2017年新單元，梁頌康博士以一個搭訕 Juliet (倪晨曦飾演）失敗的 DiCaprio（楊岳橋聲演）因為誤解／誤用諺語為例，讓他明白對方諺語的意思。多在第一節的最後一個單元

### Pronunciation, Intonation and Stress (講好英文)
2017年新單元，梁頌康博士為觀眾糾正發音和發聲方法。

### The Sunshine Flower Shop (向日葵花店)
2017年新單元，店主鄭融為有不同需要的常客（吳雲甫或黎紀君，各人分演三角）介紹適合送的花，除了介紹花名，也會解讀花語，以說明她的選擇，但客人可能會再明確表示意思。例如鄭融介紹葵百合給吳雲甫飾演的爸爸，送給剛畢業的女兒，但後來才表明他的女兒只是小學畢業。多是第二節的第一個單元。

### 重播
反斗英語2011往後在教育電視時段不時重播。

## 反斗英語電台版
反斗英語電台版是由2011年7月2日起，每星期六晚上9時至9時30分在香港電台第二台播放，題材是跟電視篇的主題一樣，由中文大學英文系助理教授梁頌康和羅曼穎主持。內容以相聲和字詞複習形式呈現。

## 每集主題
| 集數 | 播映日期      | 主題           |
| 01   | 2011年7月25日 | 金童肉         |
| 02   | 2011年8月1日  | 我愛Lolita     |
| 03   | 2011年8月8日  | 特務愛裝修     |
| 04   | 2011年8月15日 | 晴天雨天狂想天 |
| 05   | 2011年8月22日 | 樂與路         |
| 06   | 2011年8月29日 | 有機情緣       |
| 07   | 2011年9月22日 | 狗狗物語       |
| 08   | 2011年9月29日 | 百變天使       |
| 09   | 2011年9月7日  | 意外特警       |
| 10   | 2011年9月14日 | 父與子         |